# Leo Linkovesi
Leo Ensio Linkovesi (ur. 8 kwietnia 1947 w Helsinkach, zm. 7 listopada 2006 w Keravie) – fiński łyżwiarz szybki, złoty medalista mistrzostw świata.

## Kariera
Największy sukces w karierze Leo Linkovesi osiągnął w 1972 roku, kiedy wywalczył złoty medal podczas mistrzostw świata w wieloboju sprinterskim w Eskilstunie. W zawodach tych wyprzedził bezpośrednio Walerija Muratowa z ZSRR oraz Holendra Arda Schenka. Był to jednak jedyny medal wywalczony przez niego na międzynarodowej imprezie tej rangi. Jednocześnie jest to pierwszy złoty medal dla Finlandii w sprincie. W tej samej konkurencji był też między innymi siedemnasty na mistrzostwach świata w Inzell w 1971 roku. W 1972 roku wystartował na igrzyskach olimpijskich w Sapporo, zajmując szóste miejsce w biegu na 500 m, a na trzykrotnie dłuższym dystansie zajął 34. miejsce. W 1980 roku zakończył karierę.